# Liste des phares du Salvador

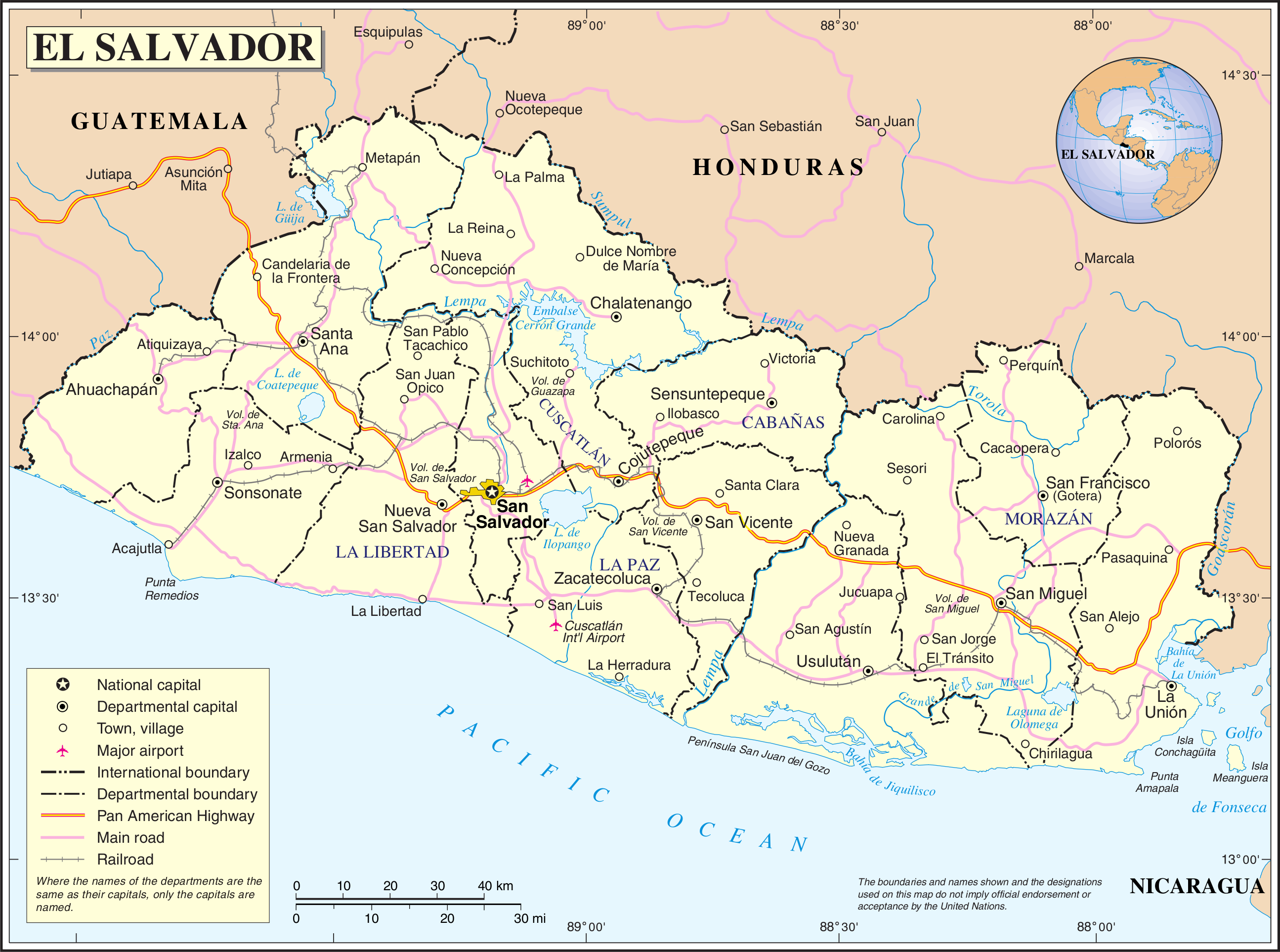
Carte du Salvador

Liste des phares du Salvador : Le Salvador fait face à l'océan Pacifique
Les aides à la navigation au Salvador sont gérées par les autorités portuaires respectives d'Acajutla et de La Unión, sur le golfe de Fonseca.

## Phares
| Nom                              | Lieu                                         | Mise en service | Coordonnées                      | Image |
| -------------------------------- | -------------------------------------------- | --------------- | -------------------------------- | ----- |
| Phare d'Acajutla                 | Acajutla Département de Sonsonate            | 1872            | 13° 34′ 52,8″ N, 89° 50′ 04″ O   | Image |
| Phare d'Acajutla (National Pier) | Acajutla Département de Sonsonate            | 1/d             | 13° 34′ 39″ N, 89° 50′ 32″ O     | Image |
| Phare de Punta Remedios          | Acajutla Département de Sonsonate            | 1905            | 13° 31′ 25,5″ N, 89° 48′ 19,5″ O | Image |
| Phare de Punta Amapala           | Punta Amapala (ceb) Département de La Unión  | n/d             | 13° 09′ 16,9″ N, 87° 53′ 58,7″ O |       |
| Phare de Punta Chiquirin         | Punta Chiquirin (en) Département de La Unión | n/d             | 13° 17′ 30,3″ N, 87° 46′ 46,1″ O | Image |
| Phare de l'île Zacatillo         | Île Zacatillo Département de La Unión        | n/d             | 13° 18′ 42,9″ N, 87° 46′ 09,7″ O |       |